# Rohrbohrer
Der Rohrbohrer (Phragmataecia castaneae), auch Schilfrohrbohrer oder Schilfmoor-Halmbohrer genannt, ist ein Schmetterling (Nachtfalter) aus der Familie der Holzbohrer (Cossidae).

## Merkmale

### Falter
Beide Geschlechter haben unterschiedliche Größen. So erreichen die weiblichen Falter Flügelspannweiten von 32 bis 53 Millimetern, die Männchen 28 bis 40 Millimeter. Die Färbung der Vorderflügel variiert von gelbgrau über graubraun bis zu kastanienbraun. Zuweilen sind einige kleine, dunkle Flecke zu erkennen. Die Hinterflügel sind zeichnungslos und hell ocker bis braungrau gefärbt. Der Hinterleib überragt die Flügellänge – insbesondere bei den weiblichen Faltern – deutlich. Die Fühler der Männchen sind lang doppelt gekämmt, diejenigen der Weibchen nur kurz kammzähnig.

### Ei
Das Ei hat eine längliche, an den Seiten abgerundete Form und eine weißgraue Farbe.

### Raupe
Erwachsene Raupen sind schlank, lang gestreckt, an der Unterseite leicht abgeflacht und schmutzig weiß gefärbt. Sie besitzen zwei undeutliche braune, unterbrochene Rückenlinien. Der Kopf sowie die beiden ersten Brustschilder zeigen bräunliche Tönungen.

### Puppe
Die braungraue Puppe ist lang gestreckt und besitzt mehrere Dornenreihen am Rücken sowie dunkle Flügelscheiden und einen schnabelartigen Stirnfortsatz.

## Verbreitung und Vorkommen
Der Rohrbohrer ist in den meisten Gebieten Europas und Asiens mit Schilfbeständen weit verbreitet und wurde auch in Japan und Taiwan nachgewiesen. Außerdem ist er in einigen Landschaftsbereichen Nordafrikas heimisch. Die Art lebt bevorzugt in Röhrichtzonen, auf Flachmooren, Sumpfwiesen und an den Ufern von Flüssen, Bächen, Teichen und Seen.

## Lebensweise
Die männlichen Falter fliegen vorwiegend am späten Abend und in der Morgendämmerung. Sie besuchen auch gerne künstliche Lichtquellen. Hauptflugzeit der Art sind die Monate Mai bis August. Als Futterpflanze dient den Raupen das Schilfrohr (Phragmites australis), in dessen Schäften die Tiere leben und sich dort auch verpuppen. Die Entwicklung der Raupen ist zweijährig.

## Gefährdung
In Deutschland kommt der Rohrbohrer in unterschiedlicher Anzahl vor, in den nördlichen Regionen gebietsweise zahlreich, in Baden-Württemberg wird er hingegen auf der Vorwarnliste geführt. Die Art wird auf der Roten Liste gefährdeter Arten zwar nicht als gefährdet eingestuft, wegen der Bindung an das Schilfrohr ist die Art jedoch überall dort bedroht, wo auch diese lebensnotwendige Pflanze im Rückgang begriffen ist, z. B. durch Trockenlegungen.